# Episodi de I maghi di Waverly (seconda stagione)
La seconda stagione della serie televisiva I maghi di Waverly è stata trasmessa negli Stati Uniti dal 12 settembre 2008 al 21 agosto 2009 su Disney Channel.
In Italia la stagione è andata in onda dal 27 febbraio al 4 dicembre 2009 su Disney Channel.

Logo delle prime tre stagioni

| nº | Titolo originale                      | Titolo italiano                                | Prima TV USA      | Prima TV Italia   |
| -- | ------------------------------------- | ---------------------------------------------- | ----------------- | ----------------- |
| 1  | Smarty Pants                          | I panta-sapienti                               | 12 settembre 2008 | 20 marzo 2009     |
| 2  | Beware Wolf                           | Attenti al lupo                                | 21 settembre 2008 | 3 aprile 2009     |
| 3  | Graphic Novel                         | Il diario animato                              | 5 ottobre 2008    | 27 febbraio 2009  |
| 4  | Racing                                | La corsa                                       | 12 ottobre 2008   | 6 marzo 2009      |
| 5  | Alex's Brother, Maximan               | Maximan, il fratello di Alex                   | 19 ottobre 2008   | 13 marzo 2009     |
| 6  | Saving WizTech - Part 1               | Salviamo la scuola di magia (Parte 1 di 2)     | 26 ottobre 2008   | 16 ottobre 2009   |
| 7  | Saving WizTech - Part 2               | Salviamo la scuola di magia (Parte 2 di 2)     | 26 ottobre 2008   | 16 ottobre 2009   |
| 8  | Harper Knows                          | Harper lo sa                                   | 23 novembre 2008  | 10 aprile 2009    |
| 9  | Taxi Dance                            | Il taxi 804                                    | 7 dicembre 2008   | 17 aprile 2009    |
| 10 | Baby Cupid                            | La freccia dell'amore                          | 14 dicembre 2008  | 24 aprile 2009    |
| 11 | Make It Happen                        | Il piano B                                     | 1º gennaio 2009   | 1º maggio 2009    |
| 12 | Fairy Tale                            | Ah, queste fate...                             | 25 gennaio 2009   | 8 maggio 2009     |
| 13 | Fashion Week                          | La settimana della moda                        | 15 febbraio 2009  | 15 maggio 2009    |
| 14 | Helping Hand                          | La mano che dà una mano                        | 16 febbraio 2009  | 22 maggio 2009    |
| 15 | Art Teacher                           | Alla scoperta dell'arte                        | 1º marzo 2009     | 29 maggio 2009    |
| 16 | Future Harper                         | Un salto nel futuro                            | 15 marzo 2009     | 5 giugno 2009     |
| 17 | Alex Does Good                        | Gli aiutanti felici                            | 5 aprile 2009     | 3 luglio 2009     |
| 18 | Hugh's Not Normous                    | Un inganno gigantesco                          | 12 aprile 2009    | 26 giugno 2009    |
| 19 | Don't Rain on Justin's Parade- Earth  | Quando il mentore ci mette lo zampino          | 19 aprile 2009    | 6 novembre 2009   |
| 20 | Family Game Night                     | Giochi di famiglia                             | 26 aprile 2009    | 17 luglio 2009    |
| 21 | Justin's New Girlfriend               | Un'intesa inaspettata                          | 2 maggio 2009     | 31 luglio 2009    |
| 22 | My Tutor, Tutor                       | Tutor, il tutore                               | 29 maggio 2009    | 25 settembre 2009 |
| 23 | Paint By Committee                    | Il murale                                      | 26 giugno 2009    | 2 ottobre 2009    |
| 24 | Wizards for a day                     | Il cappello di Merlino                         | 10 luglio 2009    | 23 ottobre 2009   |
| 25 | Cast Away                             | In crociera                                    | 17 luglio 2009    | 9 ottobre 2009    |
| 26 | Wizards Vs. Vampires on Waverly Place | Maghi contro vampiri: Justin e Juliet          | 24 luglio 2009    | 1º dicembre 2009  |
| 27 | Wizards Vs. Vampires: Tasty Bites     | Maghi contro vampiri: Dove osano i vampiri     | 31 luglio 2009    | 2 dicembre 2009   |
| 28 | Wizards Vs. Vampires: Dream Date      | Maghi contro vampiri: Appuntamento in sogno    | 7 agosto 2009     | 3 dicembre 2009   |
| 29 | Wizards & Vampires Vs. Zombies        | Maghi contro vampiri: Un ballo indimenticabile | 8 agosto 2009     | 4 dicembre 2009   |
| 30 | Retest                                | Poteri a rischio                               | 21 agosto 2009    | 30 ottobre 2009   |

## I panta-sapienti
- Titolo originale: Smarty Pants
- Diretto da: Todd J. Greenwald
- Scritto da: Victor Gonzalez

### Trama
Alex fa parte della squadra di Harper per il "Tribeca Quiz Bowl", un decathlon scolastico. Per aiutare Harper, Alex usa i "Panta-sapienti", pantaloni che aumentano la conoscenza di chi li indossa. Alex però risponde a tutte le domande mettendo a rischio l'amicizia con Harper. La squadra vince ma, quando Alex si leva i pantaloni, si ritrova con delle gambe scheletriche, effetto collaterale dei pantaloni.
- Guest star: Veronica Sixtos (Neille), Daniel Samonas (Dean Moriarty), Zack Shada (Joey), Dan Benson (Zeke), Bill Chott (Mr. Laritate), Gary Owens (Voce dell'allarme), Andy Pessoa (Alefred), Edwin Kho (Gold Team Member)
- Lezione magica dell'episodio: Bisogna indossare: la camicia della velocità (fa correre veloce), il capello della notte (fa addormentare profondamente), i panta-sapienti (fanno diventare un genio).

## Attenti al lupo
- Titolo originale: Beware Wolf
- Diretto da: Vince Cheung, Ben Montanio
- Scritto da: Victor Gonzalez

### Trama
Justin conosce Isabella, una ragazza, tramite WizFace. Tutti i familiari gli consigliano di non fidarsi di una persona conosciuta via internet, ma il ragazzo non li ascolta. Alex nota che Isabella ha dei comportamenti strani. Justin scopre che la ragazza è un lupo mannaro e la bacia per non dimostrare alla sorella di avere ragione. Isabella spiega a Justin che chiunque baci un lupo mannaro diventa a sua volta un lupo mannaro e quindi il ragazzo si trasforma. I due fuggono nel parco, dove verranno raggiunti da Theresa e Jerry, che, con una pozione, ritrasformano Justin.
Guest star: Lauren Nightingale (Renna), Daniele O'Loughlin (Vecchia donna), Andy Pessoa (Alfred), Sarah Ramos (Isabella),

## Il diario animato
- Titolo originale: Graphic Novel
- Diretto da: Mark Cendrowski
- Scritto da: Gigi McCreery, Perry Rein

### Trama
Max e Justin scoprono il diario segreto della sorella, nel quale Alex ha disegnato un mondo fiabesco dove lei è una principessa ed è fidanzata con Dean. Purtroppo Gigi, la rivale di Alex, lo prende e, per impedire che la ragazza lo guardi, i fratelli le fanno un incantesimo e, per errore, la fanno entrare nel libro. Ben presto vi entrerà anche Alex, che batte a duello Gigi, e, assieme ai fratelli, la fa uscire dal diario. Fortunatamente Gigi non capisce di essere entrata nel diario, ma minaccia di rivelare all'intera scuola i suoi contenuti.
- Guest star: Skyler Samuels (Gigi), Daniel Samonas (Dean Moriarty)
- Assenti: David DeLuise (Jerry Russo), Maria Canals Barrera (Theresa Russo)
- Lezione magica dell'episodio: Literarium Terrarium (teletrasporta le persone nei diari animati e viceversa)

## La corsa
- Titolo originale: Racing
- Diretto da: Vincent Victor Gonzalez
- Scritto da: Justine Bateman

### Trama
Alex non riesce a capire se Dean prova qualcosa per lei perché il ragazzo è sempre circondato dai suoi amici. Dean deve partecipare ad una corsa automobilistica ma non ha un'auto. Alex coglie al volo l'occasione e gli offre la vecchia auto di Jerry pensando così di poter passare del tempo con il ragazzo quando effettuerà le riparazioni. Ogni volta che Alex prova a parlargli, qualche membro della sua famiglia rovina l'atmosfera. Durante la gara Alex entra nella macchina di Dean grazie alla magia e gli confessa il suo amore, portando però l'auto fuori strada.
- Guest star: Daniel Samonas (Dean Moriarty) Dan Benson (Zeke)
- Lezione magica dell'episodio: con il metro trasportatore: Trasporto (Teletrasporta a distanza di pochi metri, ha il difetto di far addormentare le persone nelle vicinanze di chi si trasporta)

## Maximan, il fratello di Alex
- Titolo originale: Alex's Brother, Maximan
- Diretto da: Victor Gonzalez
- Scritto da: Matt Goldman

### Trama
Alex ha finalmente un appuntamento da sola con Dean. La ragazza scopre che alla pista di pattinaggio dove dovrebbero andare c'è un muretto dove Dean è solito baciare le ragazze; Alex vuole baciare il ragazzo ma allo stesso tempo non vuole avvicinarsi al muretto. Nel frattempo, Max scopre che un ladro si aggira per New York derubando i locali e così si traveste da Maximan, un supereroe che vuole salvare il Waverly Place Sub Station.
Alex riesce a baciare Dean, il quale è felice perché pensa che la ragazza sia diversa da tutte le altre; dopo il bacio, però, Alex pensa che Dean non voglia stare con lei allora Alex si arrabbia.
Purtroppo Alex deve andare via dalla pista subito dopo il bacio perché Justin, che ha lasciato le olimpiadi dei robot, ha bisogno di lei per aiutare Max, che vuole catturare il ladro. Però, il ladro era nient'altro che Jerry che voleva che i figli facessero il gioco di squadra. Alla fine, Dean ed Alex si chiariscono.
- Guest star: Daniel Samonas (Dean Moriarty)
- Lezione magica dell'episodio: In assenza di gravità (Fa camminare sui muri) Sapone sulla fune, sapone scivola sulla fune, fune giù dalla mano, fune lega bene il ladro (lega la persona a cui viene lanciata la corda ma bisogna essere aiutati da altri due maghi)

## Salviamo la scuola di magia (Parte 1 di 2)
- Titolo originale: Saving WizTech - Part 1
- Diretto da: Victor Gonzalez
- Scritto da: MattGoldman

### Trama
La scuola di Magia è stata infestata di palline colorate di plastica, un materiale che respinge la magia, da un mago oscuro che voleva far chiudere l'istituto. La famiglia Russo ospita così alcuni studenti assieme al preside, nella Waverly Sub Station. Nel frattempo Justin riesce a riaprire la scuola chiedendo all'azienda Magico Mondo di ripulire la scuola in cambio di pubblicità nei corridoi dell'istituto.
Fra i ragazzi ospitati da Jerry Russo vi è Ronald, un mago che, innamorato di Alex, la seduce. Come primo passo rinchiude Dean, il ragazzo di Alex, nella gelatina con un incantesimo, poi si trasforma nel ragazzo e molla Alex. Dopodiché, nelle sue vere sembianze, porta Alex sulla Statua della Libertà, dove le chiede di venire con lui alla Scuola di Magia. Alex decide allora di mettersi con Ronald e viene convinta a lasciare casa. Vengono con lei anche i due fratelli.

## Salviamo la scuola di magia - Parte 2
- Titolo originale: Saving WizTech - Part 2
- Diretto da: Victor Gonzalez
- Scritto da: MattGoldman

### Trama
Ronald non è altro che il figlio dell'uomo che ha infestato la scuola di palline di gomma. Essendo anch'egli malvagio, vuole diventare così potente da diventare preside e cacciare quello attuale. Per farlo deve far diventare malvagia anche Alex. Per raggiungere i suoi scopi Ronald deve riuscire a far giocare Alex a Swing Ball sul tetto della scuola. I due fratelli non l'avvertono in tempo, e diventa malvagia, ma essendo innamorata ancora di Dean, torna alla normalità (l'incantesimo poteva, infatti, essere rotto solo se la ragazza era innamorata di qualcuno). Infine, Alex libera Dean dalla gelatina in cui era intrappolato.

## Harper lo sa
- Titolo originale: Harper knows
- Diretto da: Victor Gonzalez
- Scritto da: MattGoldman

### Trama
È il compleanno di Harper e la ragazza organizza la festa ad un convegno di popcorn. Alex, nonostante sia la migliore amica di Harper, decide di non andare alla festa. Però alla fine ci va per un'emergenza nel mondo della magia e litiga con l'amica, perché Harper l'accusa di non essere una buona amica, dato che non può confessargli il segreto della magia. Poi Alex si fa perdonare dicendo ad Harper tutta la verità, dopo essersi fatta quasi scoprire dal mondo degli umani. Justin e Jerry dicono che alla fine della settimana avrebbero usato l'incantesimo per cancellare la memoria su Harper, ma poi non l'useranno.

## Il taxi 804
- Titolo originale: Taxy dance
- Diretto da: Victor Gonzalez
- Scritto da: MattGoldman

### Trama
Il taxi 804, dove è nata Alex, deve essere demolito e per questo motivo i suoi genitori sono molto tristi. Così Alex decide di riportarlo in vita con la magia. Purtroppo il taxi si affezionerà a lei per avergli ridato la vita, e cercherà di starle più vicino possibile creandole un bel po' di problemi.
Lezione magica dell'episodio: Non posso pensare che questa macchina venga demolita quindi voglio che torni in vita (aggiusta e anima una macchina rotta)
- Quando entra in casa Russo la barella di Max si vede dietro un uomo che la spinge, mentre invece dovrebbe andare da sola grazie ad un incantesimo di Max.

## La freccia dell'amore
- Titolo originale: Baby Cupid
- Diretto da: Victor Gonzalez
- Scritto da: MattGoldman

### Trama
Jerry e Theresa il giorno del loro anniversario iniziano a litigare. Allora Alex chiama Cupido per riappacificarli. Dopo aver fatto innamorare Justin di Harper (Harper è sempre stata innamorata di Justin), Max rompe la freccia a Cupido, rendendo i suoi poteri inutilizzabili. I problemi di cuore di Jerry e Theresa verranno risolti grazie ad un avvenimento fortuito. Dopo aver riparato la freccia di Cupido, Max la lancia a Theresa, ma per errore colpisce una vecchietta che si innamora di Jerry. Theresa, vedendo la donna invaghita del marito, ha un attacco di gelosia, e capisce quello che prova per il marito.

## Il piano B
- Titolo originale: Make it Happen
- Diretto da: Victor Gonzalez
- Scritto da: MattGoldman

### Trama
I ragazzi scelgono una professione alternativa nel caso non riuscissero a diventare maghi: Max farebbe l'illusionista, Alex e Justin formerebbero una band, gli Alabaster Carnation. All'inizio sembra che la band abbia successo, ma si scopre che la folla al loro concerto era solo un incantesimo di Max.
- Assente: Jennifer Stone (Harper)
- Lezione Magica: Il Futuro

## Ah, queste fate...
- Titolo originale: Fairy tale
- Diretto da: Victor Gonzalez
- Scritto da: MattGoldman

### Trama
Il professore di Alex iscrive la ragazza ad una materia facoltativa. Per non frequentarla, Alex decide di far parte di una recita di Peter Pan. Il regista della recita è lo stesso Justin, che riuscirà ad andare ad una università prestigiosa solo se lo spettacolo riuscirà bene.
Chiede ad Harper di fare Campanellino (così che lei faccia la sostituta e quindi con buona probabilità niente), ma Harper scivola e si rompe la gamba. Alex trova una fata vera direttamente dal mondo della magia perché la sostituisca.

## La settimana della moda
- Titolo originale: Fashion Week
- Diretto da:Todd J. Greenwald
- Scritto da:Todd J. Greenwald

### Trama
È la settimana della moda ed Harper viene ingaggiata da uno stilista per conservare un vestito importante di una sfilata. La ragazza viene convinta da Alex ad affidarle il vestito avendo un posto dove tenerlo al sicuro da occhi indiscreti. Purtroppo, la maga lo sporca con del cibo, rendendolo inutilizzabile per l'imminente sfilata. Con un incantesimo, fortunatamente, riesce a pulire il vestito, ma la ragazza combina nello stesso tempo un altro guaio: dà dei panini avariati alle modelle della sfilata, facendo venir loro il voltastomaco. Per salvare la serata, Alex anima il poster di suo fratello raffigurante una famosa modella.
- Assenti: Jake T. Austin (Max)
- Guest Star: Cindy Crawford
- Incantesimo: Se distrutto aggiustalo tutto (Non ha funzionato perché c'è stato il black out ma doveva aggiustare la lampada rotta)

## Un salto nel futuro
- Titolo originale: Future Harper
- Diretto da: Victor Gonzalez
- Scritto da: MattGoldman

### Trama
Harper scopre che una certa H.J. Darling ha scritto sette libri sulle avventure di Alex, Justin e Max. I tre decidono di trovarla per i diritti sui libri e scoprono che si tratta di una Harper proveniente dal futuro.
Inizialmente Alex si arrabbia con lei ma dopo aver letto un libro decide di darle il permesso di scrivere quei libri.

Lezione magica dell'episodio: Per non bruciare la lava neve deve diventare (trasforma la lava in neve)

## La mano che dà una mano
- Titolo originale: Helping hand
- Diretto da: Victor Gonzalez
- Scritto da: MattGoldman

### Trama
In casa Russo ad Alex e Max sono stati affidati molti compiti di pulizia domestica, mentre Justin avrà l'occasione di creare un incantesimo che, se sarà approvato, potrà diventare ufficiale; così inventa una mano che obbedisce a qualsiasi ordine le si dia. Alex la userà per agevolare i compiti di pulizia rovinando in parte la presentazione di Justin del nuovo incantesimo, ma non tutto è perduto.

## Un'intesa inaspettata
- Titolo originale: Justin's New Girlfriend
- Diretto da: Victor Gonzalez
- Scritto da: MattGoldman

### Trama
Justin e Harper scoprono di condividere la passione per i film muti e si avvicinano molto. Alex teme che possano iniziare a frequentarsi e tenta in ogni modo di risepararli. Inizialmente cerca di allontanare Justin da Harper, facendogli insorgere il timore che l'amica ci stesse solo "provando" con lui, ma poi, pentita li rinchiude magicamente in una stanza, per farli chiarire. Harper e Justin decidono di punire Alex facendo diventare il mondo reale un film muto, che lei detesta.
Lezione magica dell'episodio: Non avrete via d'uscita finché la questione non sarà chiarita (rinchiude le persone presenti in una stanza) A (Nome) è andata storta facci uscire da questa porta

## Tutor, il tutore
- Titolo originale: My tutor, tutor
- Diretto da: Victor Gonzalez
- Scritto da: MattGoldman

### Trama
Jerry è fuori città così decide di affidare a Max un tutore per aiutarlo negli incantesimi. In realtà il tutore è una ragazza, che già dal primo momento fa innamorare Justin e diventa amica di Alex. Questo mette l'uno contro l'altro dato che entrambi vogliono stare con lei. Però appena le lezioni con Max saranno finite, la ragazza se ne dovrà andare e per colpa di alcune regole non potrà più vedere i due ragazzi. Così decidono di far andare male l'esame di Max per far rimanere più tempo con loro la ragazza. Alla fine però viene tutto allo scoperto e si scopre che il tutor era un elfo e quindi aveva il potere di avvicinare a sé le persone.
Lezioni magiche dell'episodio: Arco a ventosa, acciuffo il ladro con una madida curiosa (appare un arco con una ventosa al posto della freccia) Quella sabbia da dentro a fuori (toglie la sabbia da dentro una clessidra) da dentro a fuori ecco i timori (fa uscire una cosa di cui si ha paura fuori da qualcosa) Levitatus liquitatus (fa sollevare i contenitori di liquidi)

## Il murales
- Titolo originale: Paint By Committee
- Diretto da: Victor Gonzalez
- Scritto da: MattGoldman

### Trama
Ad Alex viene chiesto di creare un murale per la scuola; ma dopo che i suoi compagni hanno deciso di modificare il progetto di Alex, lei decide di usare la magia per fare in modo che il murale cambi a seconda di chi lo vede. È Justin a rimediare le cose e a motivare la sorella.
Lezione magica dell'episodio: Il peso del murale è troppo da sopportare (mostra agli altri ciò che vogliono guardare).

## In crociera
- Titolo originale: Cast Away (Wizards on deck with Hannah Montana)
- Diretto da: Victor Gonzalez
- Scritto da: MattGoldman

### Trama
Justin vince un concorso e i tre fratelli finiscono sulla SS Tipton.. Harper, chiamata da Alex con una magia, prende il posto dell'amica nella classe a bordo e conosce Cody. Alex si diverte a bordo con Bailey inventandosi un nome e Justin esce a cena con London facendosi passare per un dottore. Max invece gareggia con Zack in una serie di competizioni assurde. Bailey viene però fatta cadere nell'idromassaggio da Max e Zack, e Alex la salva. London pensava che Justin l'avrebbe potuta salvare, e lo lascia perché crede sia uno stupido dottore. Harper, Max e Bailey chiamano Alex in tre diversi modi e viene scoperta. La crociera finisce per Harper che viene rimandata a casa.
- Guest Star: Dylan Sprouse (Zack Martin), Cole Sprouse (Cody Martin), Debby Ryan (Bailey Pickett), Phill Lewis (Marion Moseby), Brenda Song (London Tipton)
- Prima parte del crossover tra questa serie, Zack e Cody sul Ponte di Comando e di Hannah Montana.

## Maghi contro Vampiri: Justin e Juliet
- Titolo originale: Wizards Vs. Vampires on Waverly Place
- Diretto da: Victor Gonzalez
- Scritto da: MattGoldman

### Trama
A Waverly Place è stata aperta una nuova paninoteca, "Il morso di mezzanotte", che sta avendo molto successo tra i clienti. Justin va lì a spiare e conosce Juliet, la figlia dei Vanhensen, gestori del locale, e se ne innamora. Ma una volta scoperto che i Van Heusen sono vampiri, né Jerry e Theresa né i genitori di Juliet fanno frequentare i due, ma Justin e la vampira cercheranno di frequentarsi in segreto. 
Nel frattempo Alex cerca di iscrivere clandestinamente Max ad un centro estivo, per non essere disturbata da lui tutta l'estate.

## Maghi contro Vampiri: Dove osano i vampiri
- Titolo originale: Wizards Vs. Vampires: Tasty Bites
- Diretto da: Victor Gonzalez
- Scritto da: MattGoldman

### Trama
La famiglia Russo invita Juliet a cena, ma questa si rifiuta di mangiare i cibi pieni di grassi che le vengono offerti perché i vampiri hanno la mania dei cibi salutari. Inizia così una nuova vita per i Russo e Alex, stanca di tutto ciò, decide di andare a lavorare con Harper al Morso di Mezzanotte, il locale dei Van Heusen. Qui il sig. Van Heusen si lascia sfuggire che i vampiri obbligano gli umani a mangiare sano per bere sangue migliore. Alex allora si convince che Juliet voglia mordere Justin; dopo aver fatto entrare in paranoia il fratello, Alex scoprirà che sono gli stessi genitori di Juliet che vogliono mordere lei e Harper. Alla fine le ragazze si salvano in extremis.
- Quando, prima di incontrare Juliet, Justin si mette una sciarpa e Juliet dice che fa un caldo mortale ma dietro si vedono persone con giubbotti pesanti e maglioni

## Maghi contro Vampiri: Appuntamento in sogno
Dean si trasferisce in un'altra città ed Alex, per stare con lui, entra nei suoi sogni. Quando un giorno Dean torna a trovarla lei lo trova diverso, perché capisce che il Dean che si era costruita nei sogni non era come il Dean reale. Decide così di rompere con lui.
Juliet e la sua famiglia vanno in vacanza al lago e Juliet decide di invitare anche Justin, ma Justin ha paura di avere una relazione seria e inventa che il padre non lo lascia andare. Quando Juliet scopre tutto parte da sola, ma Justin, pentito, la raggiunge col tappeto volante.

## Maghi contro Vampiri: Un ballo indimenticabile
Justin invita Juliet al ballo di fine anno e le promette che sarà una notte indimenticabile, con l'intento di cantarle una canzone amorosa. Alex e Harper preparano un altro ballo con il tema degli zombie e chiedono a Max di spedire gli inviti. Per sbaglio, Max spedisce un invito ai veri zombie, che arrivano al ballo di Alex e Harper e scatenando il caos. Gli zombie, allora, vengono sfidati dai maghi ad una gara di ballo: la squadra perdente se ne sarebbe dovuta andare dal ballo.
- La canzone che ballano tutti insieme è il ballo degli Zombie di Michael Jackson.

## Poteri a rischio
Jerry, Kelbo e Megan, una sorella nascosta, devono rifare la sfida di magia per ristabilire chi sarebbe stato il mago di famiglia. Trovata Megan, lei dice che non ha intenzione di rifare la sfida, perché quando Jerry ha rinunciato ai suoi poteri li ha ceduti a Kelbo e non a lei. Ma se tutti e tre non rifaranno la sfida l'intera famiglia Russo perderà i suoi poteri. Alex prova a convincerla dicendo che Jerry e Kelbo le chiederanno scusa in ginocchio, ma questo peggiora le cose e tutti quanti si arrabbiano con lei. Alex, Max e Justin capiscono che la sfida di magia può rovinare la loro famiglia, e rinunciano ai poteri volontariamente. Vedendo quanto sono uniti, il membro della commissione lascia tenere loro i poteri. 
- Quando Alex, con la magia, cambia il quadro della zia dove ci sono Kelbo e Jerry inseguiti da uno squalo si vede prima lo stesso quadro già cambiato invece Alex dovrebbe averlo cambiato pochi secondi dopo.